# 9809 Jimdarwin
9809 Jimdarwin (1998 RZ5) là một tiểu hành tinh vành đai chính.